# Expédition 26 (ISS)
Insigne de la mission
Équipage de l'expédition 26
Chronologie
Expédition 25 Expédition 27
L'Expédition 26 est le 26e roulement de l'équipage permanent de la Station spatiale internationale (ISS). Cette expédition commence officiellement le 26 novembre 2010 lorsque le vaisseau Soyouz TMA-19 quitte la station spatiale en laissant un équipage réduit à trois personnes. Trois nouveaux membres les rejoignent le 17 décembre 2010 avec le vaisseau Soyouz TMA-20 : le spationaute italien Paolo Nespoli, le russe Dmitri Kondratiev et l'américaine Catherine Coleman.

## Équipage
| Fonction           | Première Partie (novembre 2010)      | Seconde Partie (décembre 2010, à mars 2011) |
| ------------------ | ------------------------------------ | ------------------------------------------- |
| Commandant         | Scott J. Kelly, NASA 3e vol spatial  | Scott J. Kelly, NASA 3e vol spatial         |
| Ingénieur de vol 1 | Alexandre Kaleri, RSA 5e vol spatial | Alexandre Kaleri, RSA 5e vol spatial        |
| Ingénieur de vol 2 | Oleg Skripochka, RSA 1re vol spatial | Oleg Skripochka, RSA 1re vol spatial        |
| Ingénieur de vol 3 |                                      | Dmitri Kondratiev, RSA 1er vol spatial      |
| Ingénieur de vol 4 |                                      | Catherine Coleman, NASA 3e vol spatial      |
| Ingénieur de vol 5 |                                      | Paolo Nespoli, ESA 2e vol spatial           |